# Parco nazionale del Gauja
Il parco nazionale del Gauja (in lettone: Gaujas nacionālais parks), istituito il 14 settembre 1973, è un parco della Lettonia.
L'area si sviluppa a cavallo del fiume Gauja e si estende fra le località di Sigulda e Valmiera. Il parco offre sentieri e percorsi naturalistici da fare a piedi, a cavallo, in bicicletta e in canoa.

## Fauna
Nel parco trovano il proprio habitat: l'orso, la volpe, la lince, il cervo, il lupo, l'alce, il capriolo e il gufo.